# Costanzo Picco
Costanzo Picco (* 11. September 1917 in Borgo San Dalmazzo; † 9. Dezember 2009 in Pré-Saint-Didier) war ein italienischer Offizier und Skisportler.

## Leben
Costanzo Picco war im Zweiten Weltkrieg Offizier im Dienstgrad Leutnant und Angehöriger der 4. Armee, unter anderem eingesetzt in Kooperation mit der Giustizia e Libertà im Valle Maira.
Nach Kriegsende war Picco bei den Olympischen Winterspielen 1948 beim Demonstrationsbewerb Militärpatrouillenlauf als Oberleutnant Mannschaftsführer der italienischen Mannschaft, die den vierten Platz erzielte.
Kurz nach der Teilnahme an den Olympischen Winterspielen folgte im Dienstgrad Hauptmann eine Verwendung an der Gebirgskampfschule (Scuola Militare Alpina) in Aosta. 1952 wurde Picco Kompaniechef der 43./Battaglione Alpini Sciatori „Monte Cervino“ (Ski-Kompanie) in Aosta. Im Auftrag der Scuola Militare Alpina hatte er das Kommando über die 37. Alpini-Kompanie, die 1955 unter seiner Führung die überlebensgroße Christusstatue Alfredo Bais auf das Balmenhorn transportierte und dort errichtete. Von 1960 bis 1965 war er im Dienstgrad Oberstleutnant Kommandeur der Scuola Militare Alpina. Picco war auch Präsident der Associazione Sport Invernali Valle d’Aosta (ASIVA). Picco war später General. Bis zu seinem Tod am 9. Dezember 2009 im Alter von 92 Jahren war er noch aktiver Bergführer beim Trenker-Trek.